# Pougdiari
Pougdiari, également appelé Pougandiari, est un village du département et la commune rurale de Manni, situé dans la province de la Gnagna et la région de l’Est au Burkina Faso.

## Géographie

### Situation et environnement
Pougdiari est situé à 5 km au Nord de Manni, chef-lieu du département, en bordure de la rivière Gouaya.

### Démographie
- En 2003 le département comptait habitants estimés[3].
- En 2006 le département comptait 973 habitants recensés[4].

## Santé et éducation
Le centre de soins le plus proche de Pougdiari est le centre de santé et de promotion sociale (CSPS) de Dakiri ainsi que le centre médical de Manni.